# Moço (náutica)
No âmbito náutico, tradicionalmente, um moço é um profissional do escalão de marinhagem da marinha mercante em início de carreira ou em aprendizagem para se tornar marinheiro, a bordo de uma embarcação. É, aproximadamente, equivalente ao grumete da marinha de guerra.
Em Portugal, as categorias de moço pertenciam ao escalão da marinhagem do convés da marinha mercante. Existiam as categorias de moço (embarcações de comércio), de moço-pescador (embarcações de pesca) e de moço do tráfego local (embarcações de tráfego local). A categoria de moço-pescador foi extinta. As categorias de moço e de moço do tráfego local foram transformadas, respetivamente, em marinheiro de 2ª classe em 1964 e em marinheiro de 2ª classe do tráfego local em 1975.
No Brasil, no grupo dos aquaviários marítimos existem as categorias de moço de convés e de moço de máquinas.